# Rotruthenien

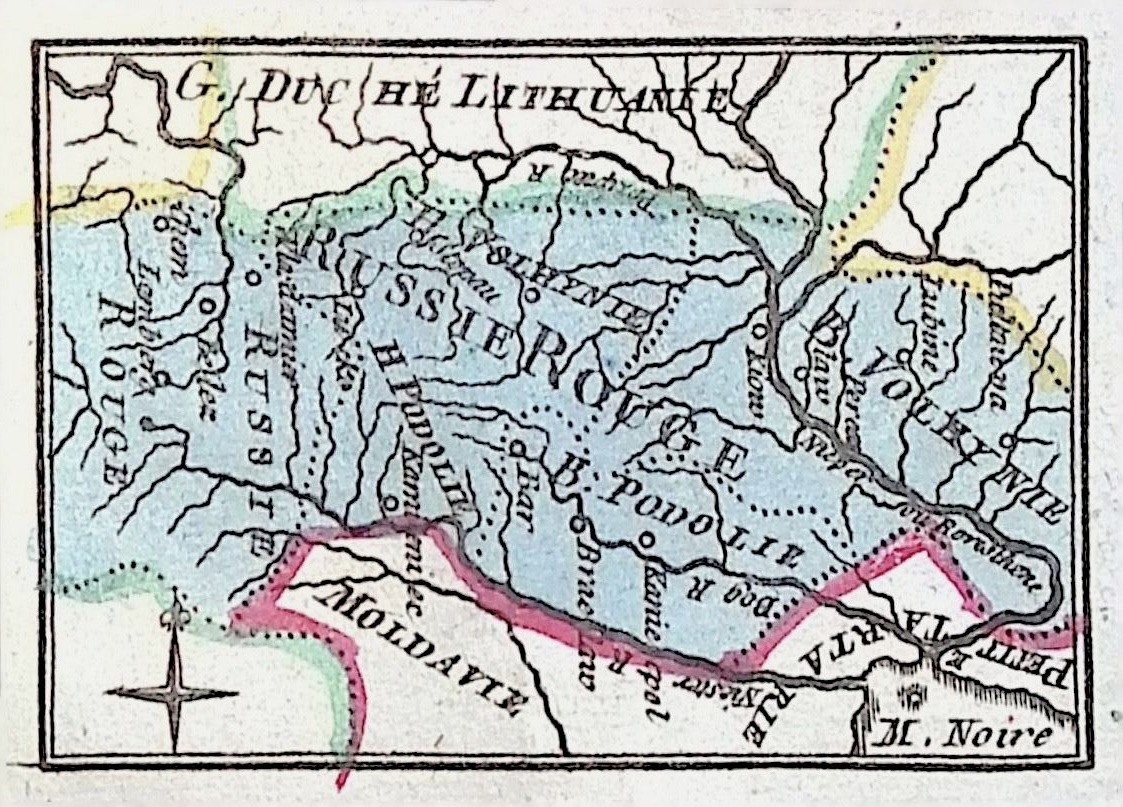
Spielkarten „Russie Rouge“ von Nicolas Jean Baptiste de Poilly, ~1750. Links - Lemberg, Rechts - Pultawa. Enthält Podolien und Volhynien (Haute Volhynie und Basse Volhynie)

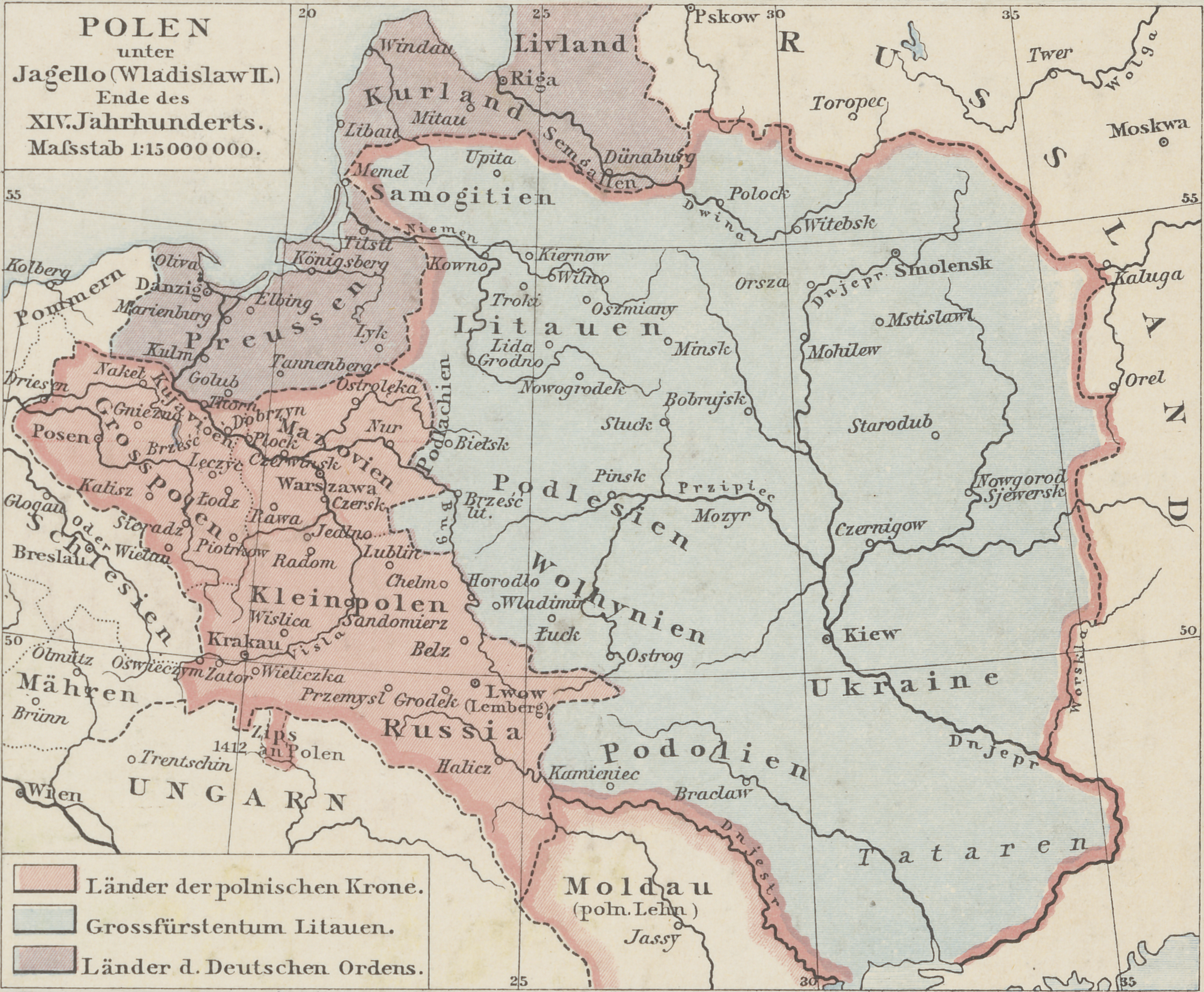
Rotruthenien als Russia (rot) (unten), im 14. Jahrhundert

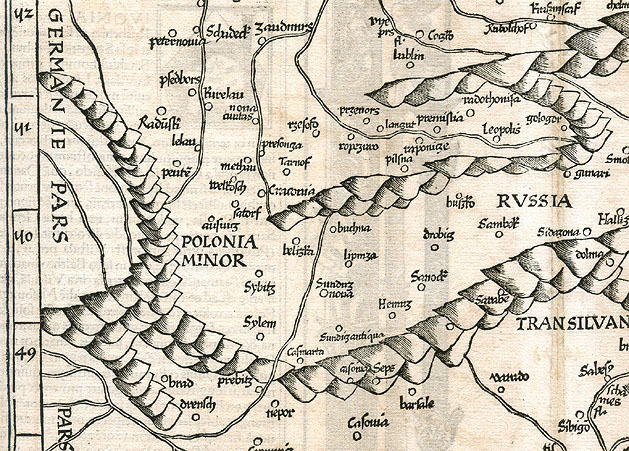
Rotruthenien (Russia) 1525

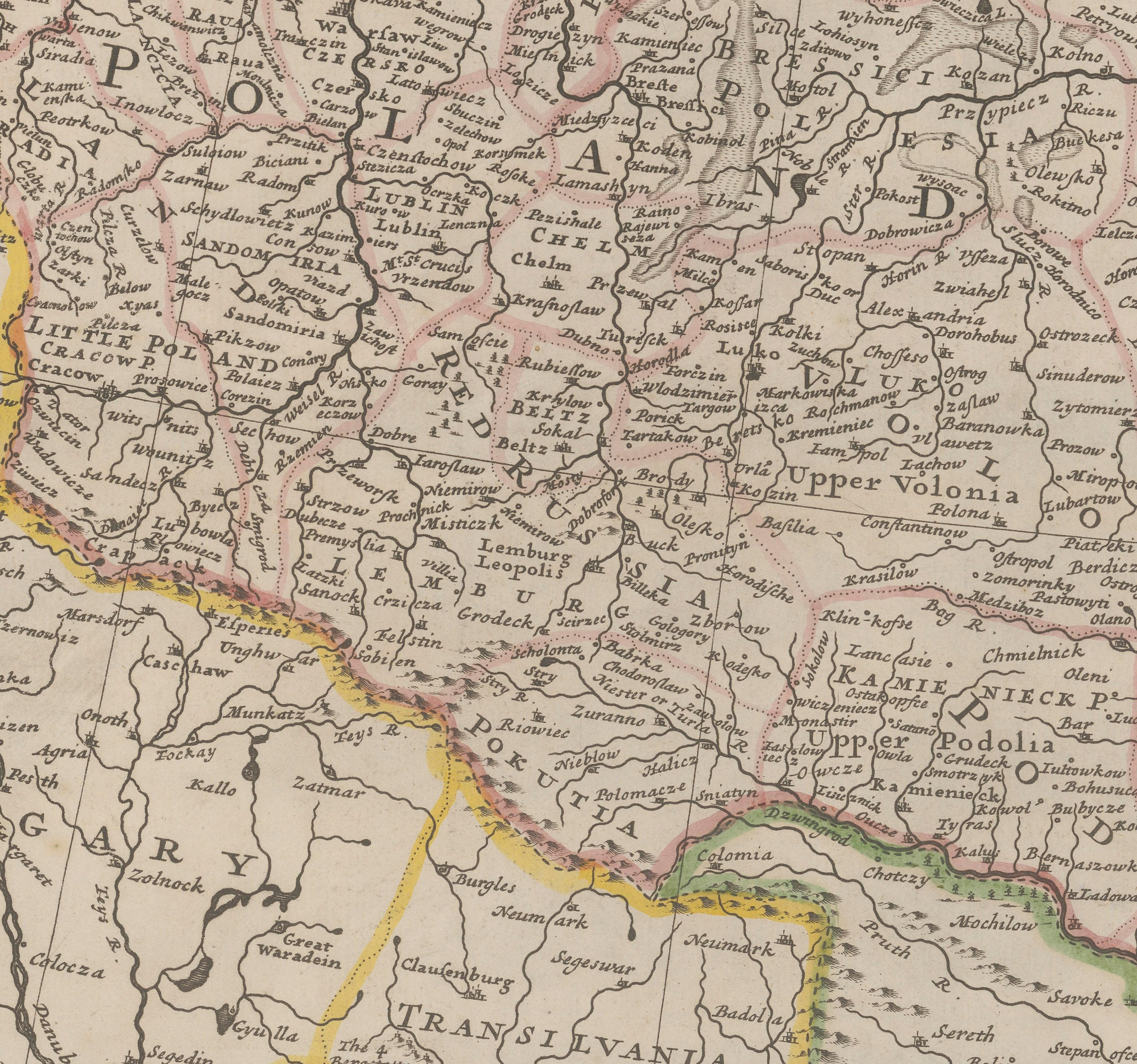
Region Rotruthenien im 18. Jahrhundert – Karte von Herman Moll

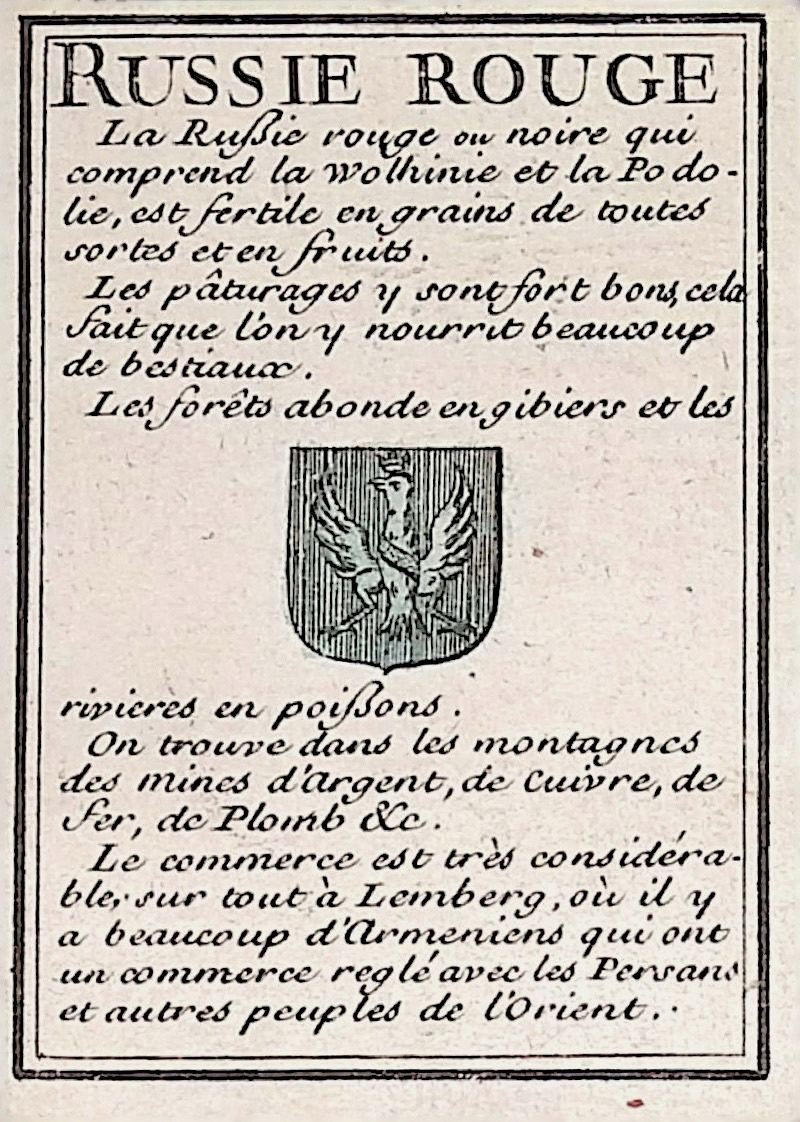
Spielkarten „Russie Rouge“ von Nicolas Jean Baptiste de Poilly, ~ 1750

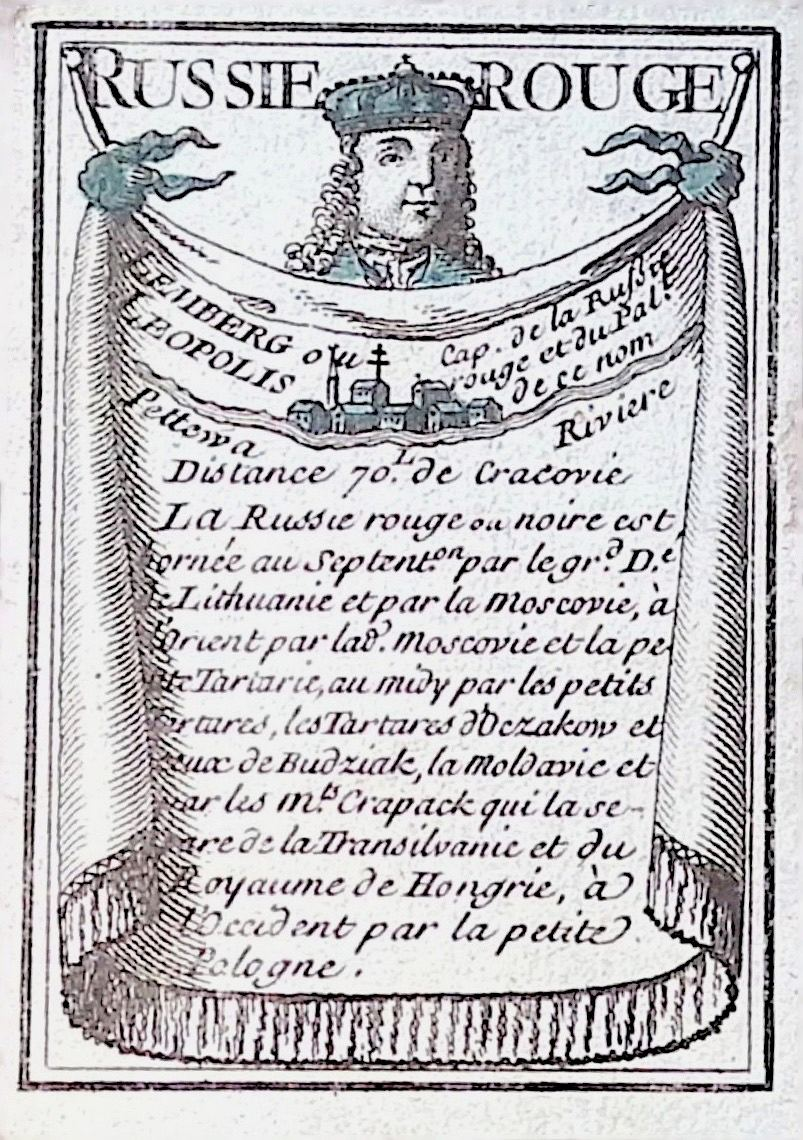

Rotruthenien, auch Rot(h)reußen oder Rotrussland oder Roth-Reußland oder Rot(h)-Reußen (ukrainisch Червона Русь Tscherwona Rus, polnisch Ruś czerwona, lateinisch Ruthenia rubra oder Russia rubra, französisch Russie Rouge) war ein historisches Teilgebiet der Rus. Es umfasste die heutige Westukraine sowie Teile Ostpolens. Seine Ausdehnung veränderte sich im Laufe der Jahrhunderte einige Male.
Nach der Beschreibung von Johann Wendel Bardili (1730) war Lemberg die Hauptstadt von Rotruthenien.

## Namen
Namensgebend für Rotruthenien (Tscherwonaja Rus) war nach einer der Theorien die Burg Tscherwen (polnisch Czerwień) zwischen den Flüssen Bug und Wieprz. Die sie umgebenden Städte hießen Rotburgenland (altrussisch Tscherwenskie goroda, polnisch Grody Czerwieńskie). Nach der Einverleibung dieser Gebiete durch das Königreich Polen im Jahr 1340 wurde dieses neue Gebiet – erweitert um das Fürstentum Galizien – nun als Ruś Czerwona, also Rotruthenien bezeichnet.
Der Name stellte einen Bedeutungswandel dar von ursprünglich Tscherwener Burgen (um Czerwień/Tscherwen) zu Rote Rus (von polnisch czerwona rot), in Analogie zu den ebenfalls neu erworbenen Weiße Rus und Schwarze Rus.
Während weiß und schwarz als ein Unterscheidungsmerkmal in der Bezeichnung verschiedener Gruppen von ursprünglich den gleichen Stämmen durchaus gebräuchlich war, ist die Bezeichnung rot in diesem Zusammenhang bisher nicht bekannt.
Nach den Angaben auf den von Nicolas Jean Baptiste de Poilly geschaffenen Spielkarten sind schwarzes Ruthenium und rotes Ruthenium ein und dieselbe Region mit der Hauptstadt in Lemberg.

## Geschichte

### Tscherwener Burgenland
Dieses Gebiet wurde erstmals 981 erwähnt, als Großfürst Wladimir I. der Kiewer Rus das Gebiet auf dem Weg nach Polen einnahm. 1018 wurde das Gebiet polnisch, nach 1031 ging es zurück an die Kiewer Rus.
Wsewolod Wsewolodytsch (der Enkel von Mstislaw II. von Kiew) wurde in der Galizisch-Wolhynische Chronik als Fürst von Tscherwen (6713 [1208]) genannt.
Nach dem machtpolitischen Zerfall des Kiewer Reiches war es ein Teil des ruthenischen Fürstentums Galizien-Wolhynien. Dieses stand ab 1240 unter nomineller Oberherrschaft der Goldenen Horde, eines mongolischen Khanats, welches sich nach dem Tod von Dschingis Khan in Osteuropa herausbildete.
Die letzte Erwähnung von Tcherwen in der Galizisch-Wolhynischen Chronik datiert auf das Jahr  6797 [1289].

### Rotruthenien
1340 gelang es dem polnischen König Kasimir III., das Gebiet zurückzugewinnen, das von da ab ein integraler Bestandteil des Königreichs Polen bis zur Zeit der Teilungen Polens wurde.
Der Name „Rothreußen“ wurde von da an für die Landschaft um Przemyśl bis an den oberen Dnister verwendet. In späterer Zeit wurde die Bezeichnung synonym für die Wojewodschaft Ruthenien gebraucht, auch noch, als deren politischer Schwerpunkt sich von Przemyśl in den Osten nach Lemberg verlagert.
Um 1600 lebten in den Städten Rotrutheniens rund 45.000 Juden und rund 9.000 auf dem Lande.